# Ветер (Рур)
Ветер (њем. Wetter (Ruhr)) град је у њемачкој савезној држави Северна Рајна-Вестфалија. Једно је од 9 општинских средишта округа Енепе-Рур. Према процјени из 2010. у граду је живјело 28.445 становника. Посједује регионалну шифру (AGS) 5954032, NUTS (DEA56) и LOCODE (DE WTR) код.

## Географски и демографски подаци
Ветер се налази у савезној држави Северна Рајна-Вестфалија у округу Енепе-Рур. Град се налази на надморској висини од 110 метара. Површина општине износи 31,5 km². У самом граду је, према процјени из 2010. године, живјело 28.445 становника. Просјечна густина становништва износи 904 становника/km².